# Moncel-sur-Vair
Moncel-sur-Vair – miejscowość i gmina we Francji, w regionie Grand Est, w departamencie Wogezy.
Według danych na rok 1990 gminę zamieszkiwało 218 osób, a gęstość zaludnienia wynosiła 30 osób/km² (wśród 2335 gmin Lotaryngii Moncel-sur-Vair plasuje się na 827. miejscu pod względem liczby ludności, natomiast pod względem powierzchni na miejscu 810.).